# David John Nicholas Hind
David John Nicholas Hind (1957 ) es un botánico, curador británico, desarrollando actividades académicas en Royal Botanic Gardens, Kew.

## Algunas publicaciones
- 2007.

### Libros
- 1996. Proceedings of the International Compositae Conference, Kew, 1994, Volumen 1. Con Henk Beentje, Sarah A. L. Smith. Edición ilustrada de Royal Botanic Gardens, 689 pp.

- 1995. Advances in compositae systematics. Con Charles Jeffrey, G. V. Pope. Edición ilustrada de Royal Botanic Gardens, 469 pp. ISBN 0947643737

- 1988. The biology and systematics of Moehringia L. (Caryophyllaceae): a thesis submitted ... Doctor of Philosophy ... Editor University of Reading Department of Botany, 410 pp.

## Honores
Miembro de
- Consejo Editorial de la Universidad Federal de Río de Janeiro[2]

### Eponimia
- (Blechnaceae) Blechnum hindii (Tindale ex T.C.Chambers) Christenh.[3]

- (Cucurbitaceae) Apodanthera hindii C.Jeffrey[4]

- (Lamiaceae) Prostanthera hindii B.J.Conn[5]

- (Proteaceae) Persoonia hindii P.H.Weston & L.A.S.Johnson[6]

- (Rosaceae) Rubus hindii A.L.Bull[7]

- (Rutaceae) Zieria hindii J.A.Armstr.[8]

- La abreviatura «D.J.N.Hind» se emplea para indicar a David John Nicholas Hind como autoridad en la descripción y clasificación científica de los vegetales.[9]